# Липа Гонти
Липа Гонти, обхват 4,34 м. Висота 19 м. Вік 300 років. Зростає в дендропарку Софіївка, м. Умань, Черкаська область. Названо на честь одного з керівників Коліївщини (1768 р.), уманського сотника І. Гонти. Одна частина дерева обгоріла. Вимагає лікування і заповідання.